# Мунява Модрушка
45°09′ пн. ш. 15°17′ сх. д. / 45.15° пн. ш. 15.28° сх. д.
Мунява Модрушка (хорв. Munjava Modruška) — населений пункт у Хорватії, у Карловацькій жупанії у складі громади Йосипдол.

## Населення
Населення за даними перепису 2011 року становило 63 осіб.
Динаміка чисельності населення поселення: